# Euphorbia neocymosa
Euphorbia neocymosa är en törelväxtart som beskrevs av Peter Vincent Bruyns. Euphorbia neocymosa ingår i släktet törlar, och familjen törelväxter. Inga underarter finns listade i Catalogue of Life.